# Berganty
Berganty ist eine französische Gemeinde mit 138 Einwohnern (Stand 1. Januar 2022) im Département Lot in der Region Okzitanien (vor 2016: Midi-Pyrénées). Die Gemeinde gehört zum Arrondissement Cahors und zum Kanton Causse et Vallées.
Der Name der Gemeinde stammt vermutlich von der alten Form Bergantinum, die sich vom urkeltischen Wort berg (deutsch Gebirge, Anhöhe) ableitete. Einige Etymologen sehen den Ursprung des Toponyms im languedokischen Wort bragant (deutsch Straßenräuber, Wegelagerer). Somit war das Dorf in früheren Zeiten ein Refugium von Dieben und Plünderern.
Die Einwohner werden Bergantynois und Bergantynoises genannt.

## Geographie
Berganty liegt circa 17 Kilometer östlich von Cahors in der historischen Provinz Quercy im Regionalen Naturpark Causses du Quercy.
Umgeben wird Berganty von den drei Nachbargemeinden:
|            |                                             | Saint-Cirq-Lapopie |
| Esclauzels | Kompassrose, die auf Nachbargemeinden zeigt |                    |
|            | Concots                                     |                    |

Obwohl an mehreren Stellen das Wasser aus der Erde tritt, durchquert kein Fließgewässer das Gebiet der Gemeinde.

## Geschichte
Zwischen 1790 und 1794 wurden die beiden Gemeinden Lapeyre und Farques eingegliedert.

## Einwohnerentwicklung
Nach Beginn der Aufzeichnungen stieg die Einwohnerzahl bis zur Mitte des 19. Jahrhunderts auf einen Höchststand von rund 410. In der Folgezeit sank die Größe der Gemeinde bei kurzen Erholungsphasen bis zu den 1990er Jahren auf rund 75 Einwohner, bevor sich eine Wachstumsphase einstellte, die heute noch anhält.
| Jahr      | 1962 | 1968 | 1975 | 1982 | 1990 | 1999 | 2006 | 2011 | 2022 |
| --------- | ---- | ---- | ---- | ---- | ---- | ---- | ---- | ---- | ---- |
| Einwohner | 123  | 98   | 127  | 112  | 74   | 92   | 96   | 106  | 138  |

## PfarrkircheSaint-Martin
Die halbrunde Apsis könnte aus dem 12. oder dem 13. Jahrhundert datieren. Sie könnte aber auch das Ergebnis eines Neubaus sein, wie das unregelmäßig ausgebildete Mauerwerk aus Werksteinen und Bruchsteines vermuten lässt. Das Fenster in der Längsachse ist zugemauert. Zwei relativ dünne Strebepfeiler reichen bis zum Gesims, das von Konsole getragen wird. Eine trägt den bildhauerisch nicht weiter ausgebildeten Kopf eines Menschen. Die Jahreszahl „1859“ auf der Nordseite des Langhauses gehört vermutlich zu einer ersten Baumaßnahme im 19. Jahrhundert, bei der die beiden Seitenschiff entstanden sein könnten. In den Jahren 1884 bis 1889 wurde der Glockenturm im Westen nach Plänen des Architekten des Départements, Jean-Gabriel Rodolosse, errichtet. Er trägt die Jahreszahl „1888“.

## Wirtschaft und Infrastruktur

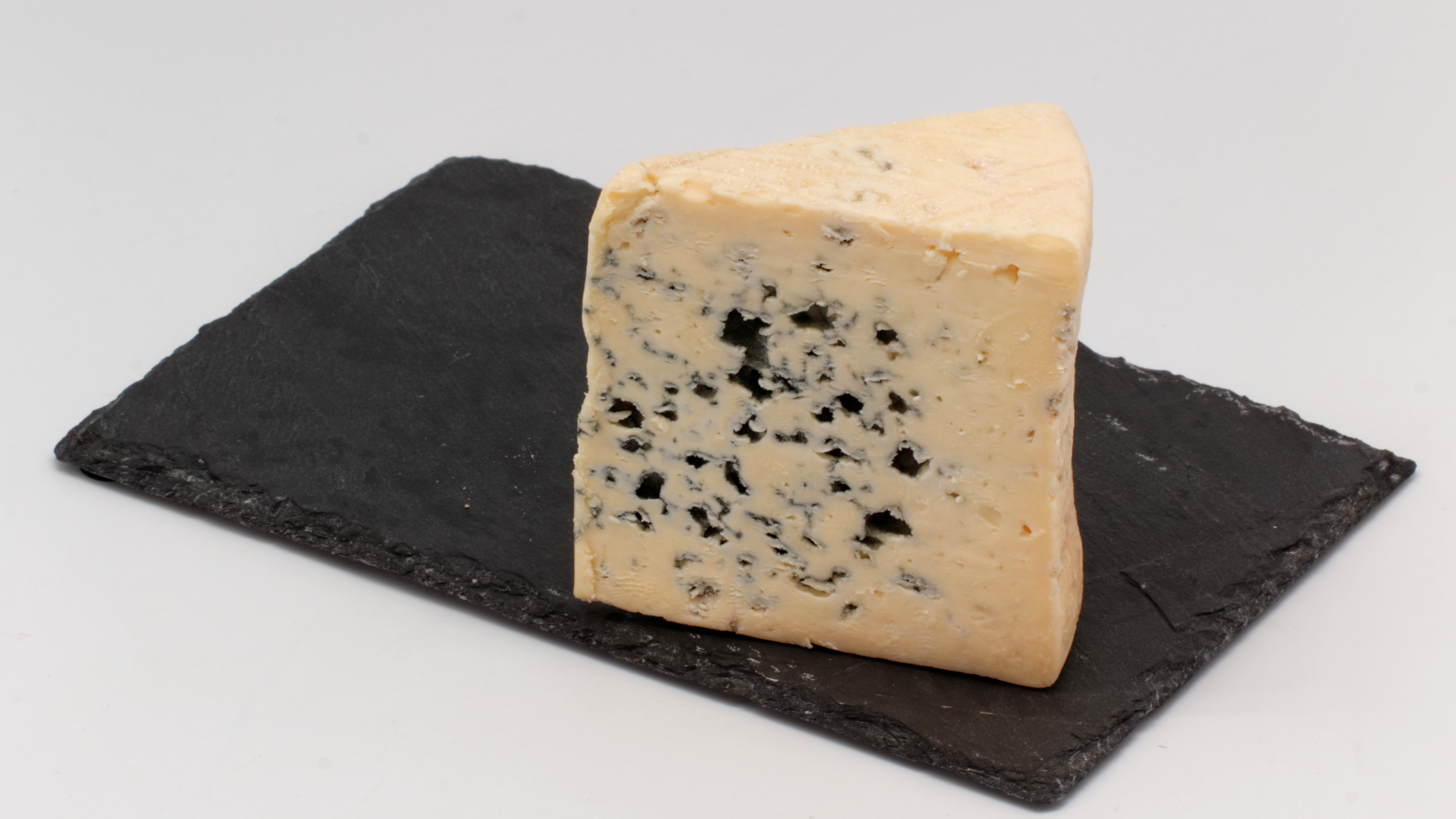
Blauschimmelkäse Bleu des Causses
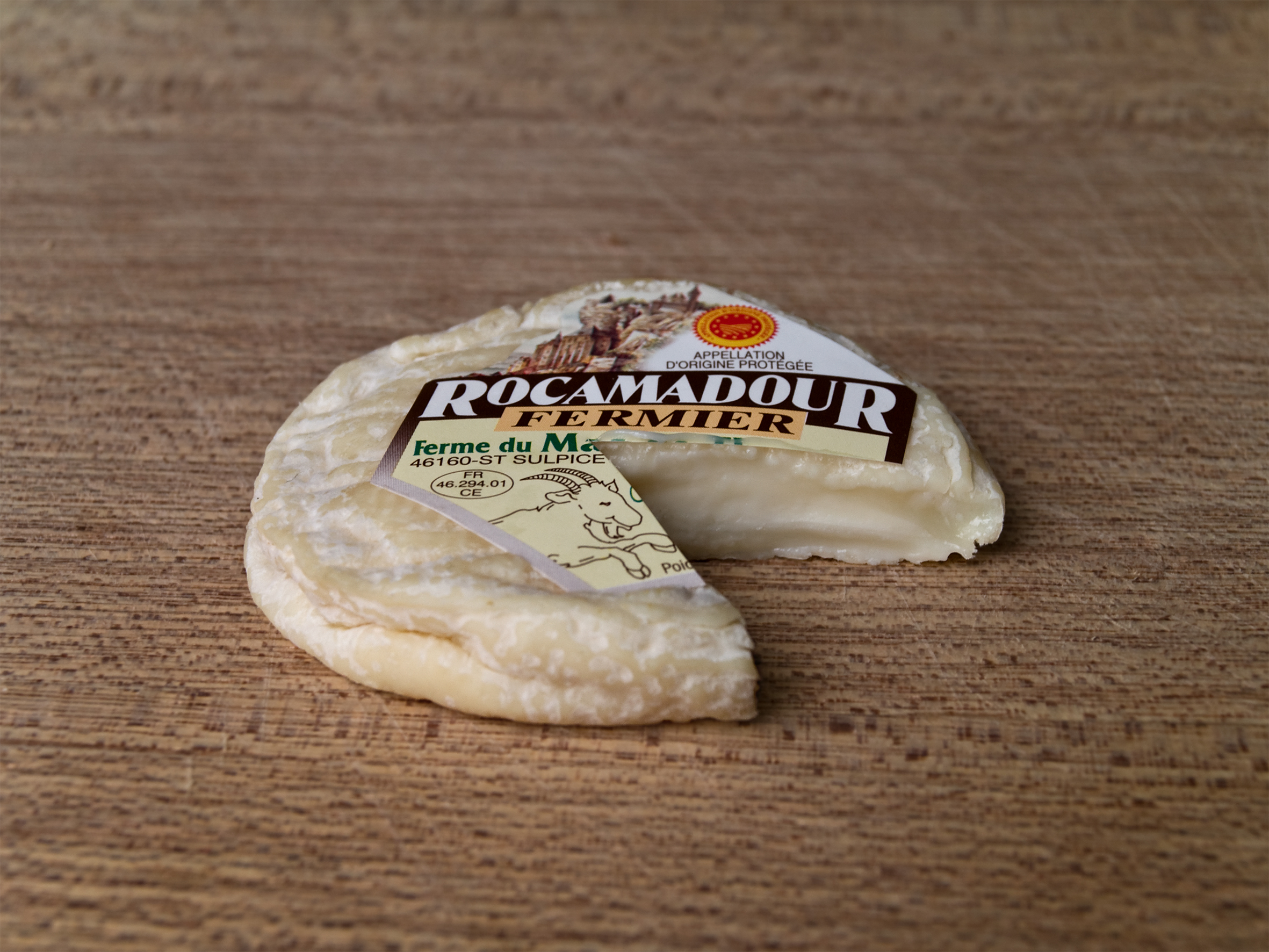
Rocamadour-Käse

Berganty liegt in den Zonen AOC des Blauschimmelkäses Bleu des Causses und des Rocamadour, eines Käses aus Ziegenmilch.

### Verkehr
Berganty ist erreichbar über die Routes départementales 8, 52 und 197.